# Августа
Авгу́ста (лат. Augusta) — женское имя латинского происхождения. Производится от латинского слова Augusta в значении священная. Августа является женским вариантом мужского имени Август (Augustus) в значении величественный, великий, священный, когномен императора Октавиана.
Имя являлось эпитетом Юноны и Немезиды. Применялось в качестве почётного титула родственницы римского императора (супруги, сестры, матери, дочери). В русском языке присутствует ироничное называние жены августейшая.
Имя Августа также имеет значимость в религиозном контексте. В христианстве это имя ассоциируется с Святым Августином, одним из самых известных и ревностных ранних христианских философов. Он был епископом города Гиппона в Африке и считается одним из наиболее влиятельных христианских мыслителей своего времени.
Православные именины (даты даны по григорианскому календарю): 8 января, 7 декабря.